# Livia Soprano
Livia Soprano (născută Pollio) (1929 - 2001), interpretată de Nancy Marchand, este un personaj fictiv din seria Clanul Soprano a canalului de televiziune american HBO. Este mama lui Tony Soprano. Actrițele Laila Robins și Laurie J. Williams o interpretează de asemenea pe Livia în tinerețile acesteia în unele flashbackuri. David Chase a declarat că la baza personajului stă chiar mama sa.